# Lya Lys
Nathalie Margoulis (Berlín, 18 de mayo de 1908 - Newport Beach, 2 de junio de 1986); conocida artísticamente bajo el seudónimo de Lya Lys, fue una actriz estadounidense.

## Biografía
Era hija de un banquero ruso y una pediatra francesa que se trasladó a París cuando la niña tenía unos siete años. Se desconoce el nombre del padre. La madre era Ina Löscht (llamada antes Blumenfeld), que prestaría servicio en un hospital de campaña francés durante la Primera Guerra Mundial. Nathalie fue educada en Francia y en Suiza, y más tarde estudió filología en la Universidad de La Sorbona.
A finales de los años 20, Lya Lys formaba parte de un grupo de actores franceses con Charles Boyer, André Berley (1890 - 1936) y Mona Goya. Estos artistas fueron llevados a Hollywood por la MGM para trabajar en películas destinadas al mercado francés. Al acabársele el contrato y justo cuando estaba a punto de embarcarse en un transatlántico de regreso a Europa, Lys recibió una oferta de Hollywood para trabajar en una película.
En 1930, Lys volvió a París para participar en la película surrealista de Salvador Dalí y Luis Buñuel La edad de oro. Su trabajo en esa película está considerado por una mayoría como su actuación más significativa. Después, Lya Lys volvió a los Estados Unidos. 
En 1931, Lys se casó con Charles Morton (1908 - 1966), joven actor de cine mudo. La pareja se divorció unos meses más tarde, poco después del nacimiento de su hija. Más tarde y debido a una disputa sobre la pensión alimentaria, Morton pasó unos días en prisión.
Lys se casó en segundas nupcias con el empresario Percy Montague en abril de 1932. Lys obtuvo la ciudadanía estadounidense en 1933. Montague y Lys se divorciaron antes del final de la década.
Al comienzo de su carrera en Hollywood, el fuerte acento de Lys era un obstáculo, pero fue perdiendo ese acento y apenas se le notaba ya cuando actuó en la película de 1937 de la Paramount The Great Gambini y en una gira de representación de la obra de teatro de Ayn Rand Night of January 16th.
Justo antes del estallido de la Segunda Guerra Mundial, Lya Lys se encontraba en París representando la obra The King’s Dough. Ante la guerra inminente, quiso volver a los Estados Unidos. Por ser tanta la gente que huía de Europa, la actriz no consiguió plaza en barco que saliera de Francia, y le aconsejaron que fuera al norte, a un puerto escandinavo que estuviera menos concurrido. Entró, pues, en Alemania, y allí fue detenida por los guardias fronterizos nazis durante dos o tres días. Tiempo atrás, ella había declinado una oferta que le había hecho un oficial nazi para que actuase en una película de propaganda. Finalmente, se le permitió partir después de haberle revisado su equipaje, de haberle confiscado los cheques de viaje y de haberle asegurado que nunca volvería a Alemania. 
Algunos meses después, la actriz trabajaría en la película estadounidense antinazi estrenada en 1939 Confessions of a Nazi Spy, dirigida por Anatole Litvak y con Edward G. Robinson encargándose del papel principal.
Durante el rodaje de la película de 1939 The Return of Doctor X, dirigida por Vincent Sherman (1906 - 2006), a la actriz se le olvidaron las frases que tenía que decir en una escena en la que estaban trabajando, y se enfadó consigo misma. El actor Dennis Morgan la tomó del brazo y se puso a cantar, y al poco se le unió Humphrey Bogart.
En 1940, Lya Lys contrajo matrimonio con John Gunnerson, un fabricante de maquinaria de Chicago que antes había estado casado con la actriz Anna Q. Nilsson. En 1943, Lys y Gunnerson se divorciaron en México, y tiempo después diría ella que haberse casado con él había sido el mayor error de su vida. El divorcio tuvo lugar nueve meses después de que hubiera tenido ella una crisis nerviosa. El mismo día en que hizo la solicitud para el divorcio, sin reclamar pensión alimentaria, se declaró en quiebra.
Tras su intervención en la película de 1940 Murder in the Sky, en la que también trabajaba Ronald Reagan, Lya Lys dejó de actuar.    
Durante unos pocos años, su nombre continuó apareciendo en anuncios de modas en algunos periódicos.
En 1954 se casó con George Feit, con quien tuvo una hija: Joyce Wells, que les daría dos nietos. Lya Lys Feit murió de un fallo cardiaco el 2 de junio de 1986 en el Hoag Memorial Hospital de Newport Beach, a la edad de 78 años. George Feit vivió 32 años más.

## Filmografía
- 1930: La edad de oro
- 1933: Jimmy and Sally -  Wenski
- 1933: Clear All Wires! - Eugenie Smirnova
- 1933: Enemies of Society
- 1935: Vagabond Lady - Pat, amiga de Tony
- 1935: George White's 1935 Scandals - una chica francesa
- 1935: The Lives of a Bengal Lancer - una chica del tren
- 1937: The Great Gambini - Luba
- 1937: My Dear Miss Aldrich - La Reina
- 1938: The Young in Heart - Lucille
- 1939: The Return of Doctor X - Angela Merrova
- 1939: Confessions of a Nazi Spy - Erika Wolf
- 1940: Murder in the Air (acreditada con el nombre de Mrs. Steve Swenko) - Hilda Riker

## Legado
La obra de teatro de Jacqueline Susann The Temporary Mrs. Smith, que trata de una cantante agradable pero sin talento cuya busca de un marido rico es entorpecida por sus anteriores esposos, se basa en parte en la vida de Lya Lys. Durante una temporada, ambas, Lys y Susann, habían estado viviendo en el Hotel Navarro, cerca del Central Park.
Sobre el trabajo de Ava Gardner con su personaje de Pandora en la película Pandora y el holandés errante (Pandora and the Flying Dutchman, 1951), el cineasta y crítico griego Ado Kyrou (Adonis Kyrou: 1923 - 1985) escribió esto:

Ava pertenecía ya al mismo selectivo panteón al que pertenecía la Lya Lys de La edad de oro de Dalí y Buñuel como la mujer más surrealista de la historia del cine.

## Palabra de Lya Lys
Para tener éxito en este negocio hay que ser popular. Para ser popular hay que ser agradable tanto con los que son más importantes como con los que no; y todo porque a quien hoy te trae un vaso de agua la semana que viene puedes tenerlo de director.
Lya Lys.